# Diplothele gravelyi
Diplothele gravelyi is een spinnensoort uit de familie Barychelidae. De soort komt voor in India.